# Cacyreus darius
Espèce
Cacyreus darius est une espèce de lépidoptères (papillons) de la famille des Lycaenidae et de la sous-famille des Polyommatinae. Elle est originaire des îles de l'océan Indien.

## Description
L'imago de Cacyreus darius est un petit papillon dont le revers des ailes est marbré de marron et de blanc, avec aux ailes postérieures une petite queue et un ocelle pupillé de bleu près de l'angle anal.

## Biologie
La plante-hôte de sa chenille est Coleus hybrida.

## Distribution et biotopes
Cette espèce est présente à Madagascar, à l'île Maurice, à l'île de La Réunion et dans l'archipel des Comores,.
Elle réside en forêt, surtout à basse altitude.

## Systématique
L'espèce Cacyreus darius a été décrite en 1877 par le naturaliste français Paul Mabille, sous le nom initial de Lycaena darius.

## Conservation
Cacyreus darius n'est pas une espèce réglementée en France, et la liste rouge des rhopalocères de La Réunion de 2010 lui donne le statut LC (espèce de préoccupation mineure).